# Edward Bennett
Edward Bennett (ur. 28 listopada 1950 w Cambridge) – brytyjski reżyser i scenarzysta filmowy. Absolwent Eton College. Laureat Złotego Niedźwiedzia na 33. MFF w Berlinie za film Przewaga (1983). Rok później był członkiem jury konkursu głównego na 34. Berlinale. Pracował przeważnie dla telewizji, tworząc odcinki wielu brytyjskich seriali, m.in. Poirot.